# Мокри-Ляс (Мазовецьке воєводство)
Мокри-Ляс (пол. Mokry Las) — село в Польщі, у гміні Стромець Білобжезького повіту Мазовецького воєводства.
Населення — 37 осіб (2011).
У 1975-1998 роках село належало до Радомського воєводства.

## Демографія
Демографічна структура станом на 31 березня 2011 року:
|          | Загалом | Допрацездатний вік | Працездатний вік | Постпрацездатний вік |
| -------- | ------- | ------------------ | ---------------- | -------------------- |
| Чоловіки | 17      | 3                  | 11               | 3                    |
| Жінки    | 20      | 5                  | 8                | 7                    |
| Разом    | 37      | 8                  | 19               | 10                   |